# Йоханнесбург (городской округ)
Городской округ Йоханнесбург (англ. City of Johannesburg Metropolitan Municipality) — городской округ в провинции Гаутенг (ЮАР). На территории городского округа Йоханнесбург находятся город Йоханнесбург и его пригороды.

## История
В годы режима апартеида город Йоханнесбург был разделён на 11 районов, 7 из которых считались «белыми», а 4 — «чёрными» или «цветными». «Белые» районы были самодостаточными, «чёрные» и «цветные» — бедными; если в «белых» районах бюджет мог расходоваться из расчёта по 600 рандов на человека, то средств, собираемых в «чёрных» и «цветных» районах хватало, чтобы оказывать услуг лишь из расчёта 100 рандов на человека.
После демонтажа системы апартеида в 1994 году, в 1995 году был избран новый городской совет, который поставил своей задачей выравнивание социального неравенства в различных частях города. Город был разделён на четыре автономных региона, в которых были образованы местные органы власти, подчиняющиеся городскому совету, а границы города расширились, захватив пригороды. В 1999 году городом был назначен специальный менеджер для выработки стратегии исправления ужасающей финансовой ситуации городского бюджета. Вместе с городским советом менеджером был разработан план «Иголи-2002», в соответствии с которым городское правительство должно было избавиться от ряда нецелевых активов, реструктурировать одни службы и добиться самодостаточности от других. План был встречен протестами профсоюзов, однако он помог вытащить город из финансовой ямы.
В 2000 году город Йоханнесбург и его пригороды были реорганизованы в единый городской округ Йоханнесбург. В отличие от прочих городских округов ЮАР, не имеющих дополнительных уровней административного деления, городской округ Йоханнесбург был разделён на административные регионы. Изначально их было 11 (это были новые регионы — не те районы, что существовали в годы режима апартеида), в 2006 году их число было сокращено до семи. В каждом из административных регионов имеется свой Народный центр, отвечающий за работу с населением.